# Аедона
Аедо́на (грец. Άηδών — «соловей») — персонаж давньогрецької міфології, дочка Пандарея, дружина Зета. Із заздрощів до Ніоби надумала вбити одного з її синів, але в темряві помилково заколола власного сина Ітіла. Зевс обернув Аедону в солов'я, спів якого — безупинне голосіння матері за сином.
За версією, що наводиться Антоніном Лібералом, Аедона — дружина Політехна з Колофона, мати Ітіса. Її сестру Хелідоніду зґвалтував Політехн і зробив своєю служницею. Вони нагодували м'ясом Ітіса Політехна і втекли. Аедона була перетворена на птаха і оплакувала сина Ітіса. Брат Аедони став одудом. Цей міф є іншим варіантом міфу про Терея, Прокна і Філомелу.